# Journal of Economic Literature
Pour les articles homonymes, voir JEL.
Le Journal of Economic Literature (pouvant être abrégé JEL) est l'une des principales revues scientifiques en sciences économiques. Publié par l'American Economic Association depuis 1969, il regroupe des articles généraux et des revues de littérature concernant la théorie économique plutôt que des articles décrivant les résultats les plus récents. Son rédacteur en chef actuel est Roger H. Gordon. Il paraît chaque trimestre.
En plus d'être une référence concernant la reconnaissance accordée aux différents champs ou axes de recherche en économie, le Journal of Economic Literature maintient une classification des articles et des livres en fonction des thèmes traités. Cette classification est très largement utilisée dans l'ensemble de la recherche en économie.